# Vickers Varsity

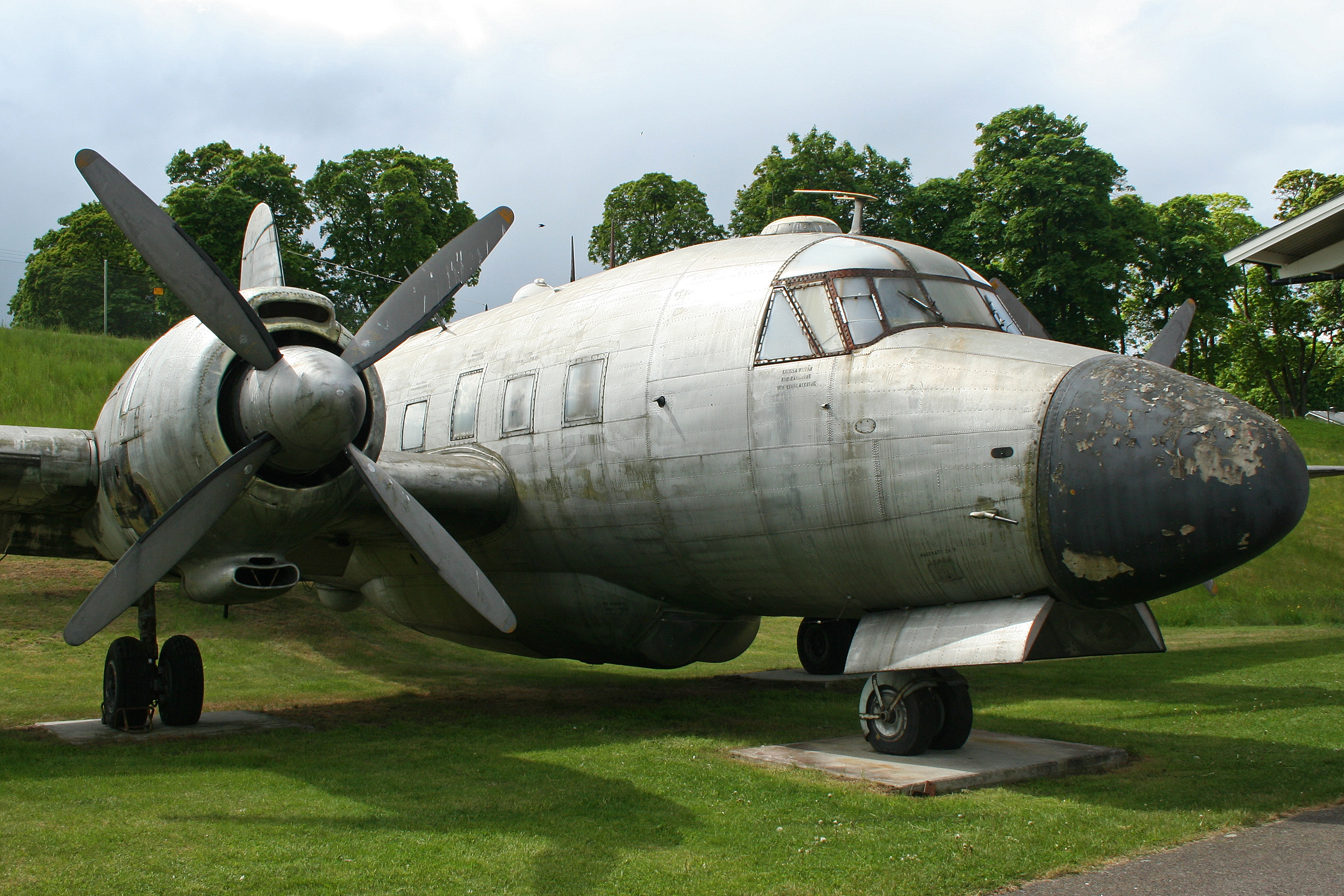
Vickers Varsity (Tp 82) 82001 vid Flygvapenmuseum.

Vickers Varsity var ett brittiskt skolflygplan som gjorde tjänst som transportflygplan och forskningsplattform. Det flög första gången 1949 och tillverkades i 160 exemplar av  Vickers. 
Varsity är ett lågvingat flygplan utrustat med två kolvmotorer av typen Bristol Hercules på vardera 1950 hästkrafter vilka gav flygplanet en topphastighet på 460 km/h. Det var baserad på Vickers Viking och Valetta. Skillnaden var bland annat att Varsity var utrustad med nosställ, i motsats till Viking och Valetta som hade sporrställ. Dessutom blev spännvidden större med nästan 2 meter och kroppen förlängdes.
Varsity flögs av Royal Air Force, svenska flygvapnet och Jordaniens flygvapen. I svenska flygvapnet användes en enda Varsity under beteckningen Tp 82 (registreringsnummer 82001) mellan 1953 och 1973, bland annat som signalspaningsflygplan. Det finns bevarat vid Flygvapenmuseum i Linköping. 

## Varianter
- Vickers Viking, 163 tillverkade, passagerarflygplan
- Vickers Valetta, 263 tillverkade; militärt transportflygplan; stor fraktdörr; flögs av: Royal Air Force
- Vickers Varsity, 160 tillverkade.